# Porphyrophora ivorontzovi
Porphyrophora ivorontzovi är en insektsart som beskrevs av Jashenko 1994. Porphyrophora ivorontzovi ingår i släktet Porphyrophora och familjen pärlsköldlöss.
Artens utbredningsområde är Kazakstan. Inga underarter finns listade i Catalogue of Life.